# Fernando Meirelles
Fernando Meirelles, född 9 november 1955 i São Paulo, Brasilien, är en flerfaldigt prisbelönt brasiliansk filmskapare. 
Fernando Meirelles fick sitt stora internationella genombrott med filmen Guds stad, för vilken han nominerades till en Oscar för bästa regi år 2004. År 2005 kom filmen The Constant Gardener som bygger på romanen med samma namn (Den trägne odlaren) av John Le Carré. Hans senaste film är även den en filmatisering. Blindness som kom 2008 bygger på den portugisiske nobelpristagaren José Saramagos verk Blindheten.

## Filmografi (urval)
- 2001 – Mitt liv som hembiträde
- 2002 – Guds stad
- 2005 – The Constant Gardener
- 2008 – Blindness
- 2011 – 360
- 2019 – The Two Popes